# Masahiko Kimura
Masahiko Kimura (japonès: 木村政彦)  (Kumamoto, 10 de setembre de 1917 - Japó, 18 d'abril de 1993) va ser un judoka japonès, àmpliament considerat un dels millors de tots els temps.